# Cykl paraseksualny
Cykl paraseksualny – rodzaj rozmnażania bezpłciowego, występujący u niektórych grup grzybów (dawniej zaliczanych do grzybów niedoskonałych, obecnie do  workowców). Cykl paraseksualny zachodzi między haploidalnymi strzępkami grzybni tego samego gatunku, ale należącymi do różnych typów płciowych, oznaczonych (+) i (-) (heterotalizm). Gdy strzępki takie spotkają się, zachodzi między nimi plazmogamia i połączenie się (kariogamia) części ich jąder. Powstaje strzępka zawierająca zarówno jądra haploidalne, jak i diploidalne. Strzępka taka nosi nazwę heterokarionu. Następnie zachodzi podział mitotyczny zarówno jąder haploidalnych, jak i diploidalnych. W diploidalnych jądrach dochodzi do crossing-over i wymiany materiału genetycznego, a następnie do odtwarzania jąder haploidalnych.
W cyklu paraseksualnym występuje więc właściwa dla rozmnażania płciowego wymiana materialu genetycznego podział redukcyjny, jednak nie odbywa się on w określonych organach postaci wegetatywnych, ani w określonych stadiach rozwojowych.